# Annalisa Cima
Annalisa Cima (Milano, 20 gennaio 1941 – Lugano, 6 settembre 2019) è stata una poetessa e artista italiana.

## Biografia
Dopo un inizio come pittrice, con mostre alla Galleria del Cavallino di Venezia, in Svizzera, in Giappone e in Brasile, che le consentì di entrare in contatto con personaggi quali Alberto Sartoris, Max Bill, Ugo Mulas, Marino Marini, alla fine degli anni '60 iniziò a pubblicare poesie con Vanni Scheiwiller, e a frequentare gli ambienti letterari. 

### Il legame con Eugenio Montale e ilDiario postumo
Sostenne sempre di avere avuto, a partire dal 1968, un lungo periodo di amicizia e frequentazione con Eugenio Montale. Sicuramente Montale conosceva Annalisa Cima, ma non discusse mai pubblicamente la natura della loro relazione. Annalisa Cima dichiarò pubblicamente, dopo la morte del poeta, che egli le avrebbe lasciato 84 poesie inedite, scritte tra il 1969 e il ’79 e a lei dedicate, chiedendole di pubblicarle dopo la sua morte. Gli inediti, di difficile attribuzione, furono pubblicati nel 1996 da Arnoldo Mondadori Editore col titolo Diario postumo e un apparato critico di Rosanna Bettarini.

### Morte
Da tempo malata, morì nel 2019 a Lugano.

## Opere principali
- Terzo modo, Milano, Sweiwiller, 1969, seconda edizione, ivi 1970
- La genesi e altre poesie, Milano, Vanni Scheiwiller, 1971
- Incontro Palazzeschi, con cinque poesie inedite di Aldo Palazzeschi, Milano, All'insegna del pesce d'oro, 1972
- Incontro Montale, con uno schizzo inedito di Marino Marini, Milano, All'insegna del pesce d'oro, 1973
- Immobilità, prefazione di Cesare Segre, Milano, All'insegna del pesce d'oro, 1974 (Trad. spagnola di Jorge Guillén, Malaga 1976)
- Sesamon, Milano, Guanda, 1977
- Ipotesi d'amore, prefazione di Marisa Bulgheroni, Milano, Garzanti, 1984
- Quatto tempi, poesie e traduzioni, prefazione di Marisa Bulgheroni, Lea Ritter Santini, Cesare Segre; traduzioni di Alexandre Eulalio, Jorge Guillén, Pamela W. Hadas, Hanno Helbing, Allen Mandelbaum; Marianne Moore, Pierre Van Bever; con quattro tavole a colori di Alina Kalczy ska, Fondazione Schlesinger, Lugano 1986
- Hypotheses on Love, traduzioni di Jonathan Galassi, New York, The Grenfell Press, 1989
- Aegri Somnia, prefazione di Dario Del Corno, con acquaforte di Fabio Zanzotto, Verona, Stamperia Valdonega, 1989
- Quattro Canti, postfazione di Pierre Van Bever, nota ai Canti, con quattro serigrafie a colori di Annalisa Cima, Verona, Stamperia Valdonega, 1993
- "Eros" e il tempo, Verona, Stamperia Valdonega, 1993
- Il tempo predatore, con quattro disegni inediti di Eugenio Montale, Milano, All'insegna del pesce d'oro, 1997 (Nuova ed. con due testimonianze di Oreste Macrì e Jean Starobinski, Novara, Interlinea, 2001)
- Poesie, prefazione di Vanni Scheiwiller, Milano, All'insegna del pesce d'oro, 1999
- Repliche mai pubblicate dal Corriere della sera, Milano, All'insegna del pesce d'oro, 1999
- Annalisa Cima a Vanni Scheiwiller, Osnago, Pulcinoelefante,  agosto 2000
- Hai ripiegato l'ultima pagina: pensieri per Vanni Scheiwiller, presentazione di Maria Corti, Novara, Interlinea Edizioni, 2000
- Per Maria Corti, Osnago, ori di Luigi Mariani Vago,  Osnago Pulcinoelefante,  agosto 2000
- Canti della primavera e della sopravvivenza, prefazione di Paolo Cherchi e tre disegni di Fausto Melotti, Osnago, Pulcinoelefante,  maggio 2001
- Gigi Guadagnucci o della metamorfosi, con xilografie di Manuel Weiss dalle sculture di Gigi Guadagnucci, Mendrisio, Edizioni di Josef Weiss, settembre 2004
- L'impossibile diviene, incisioni di Manuel Weiss, Mendrisio, Edizioni di Josef Weiss, aprile 2004
- Segno del domani, schizzi di Mario Botta, Mendrisio, Edizioni di Josef Weiss, maggio 2004
- Terzo modo  poesie, Milano, All'insegna del pesce d'oro, 1969 (nuova ed. con postfazione di Eugenio Montale, Genova, Il melangolo, 2006)
- Un canto per Cordelia, con un intervento artistico di Cordelia von den Steinen, Mendrisio, Josef Weiss, aprile 2007
- Di Canto in Canto,  prefazione di Paolo Cherchi, Longo Editore Ravenna 2007
- Ed ogni istante è vita, Faloppio, Lietocolle, 2008
- Diario parallelo, Faloppio, Lietocolle, 2011
- Le occasioni del Diario postumo: tredici anni di amicizia con Eugenio Montale, prefazione di Cesare Cavalleri, Milano, Ares, 2012